# Steve Buyer
Stephen Earle „Steve” Buyer (ur. 26 listopada 1958) – amerykański polityk, członek Partii Republikańskiej.
W latach 1993–2011 przez dziewięć kolejnych dwuletnich kadencji Kongresu Stanów Zjednoczonych był przedstawicielem stanu Indiana w Izbie Reprezentantów Stanów Zjednoczonych, najpierw z piątego, a od roku 2003 z czwartego okręgu wyborczego.